# Anne Sweeney
Anne Marie Sweeney (Kingston, 4 de novembro de 1957) é uma empresária estadunidense. Ela atuou como presidente do Disney-ABC Television Group (de abril de 2004 a janeiro de 2015) e do Disney Channel (de 1996 a 2014) antes de se desligar da companhia em março de 2014. Ela também foi presidente e CEO da FX Networks de 1993 a 1996.
Sweeney foi eleita uma das mulheres mais poderosas de Hollywood na lista anual "Power 100" da revista The Hollywood Reporter.